# 陶華碧
陶 華碧（とう かへき、タオ・ホワビ、1947年1月-）は、中華人民共和国の起業家。調味料老干媽の創業者。全国人民代表大会代表。

## 略歴
- 1947年1月、貴州省遵義市湄潭県の農村で貧困な家庭に生まれる[1]。
- 1989年、貴陽市南明区龍洞堡に小さな食堂「實惠飯店」を開く[2]。
- 1994年11月、「實惠飯店」は「貴陽南明陶氏風味食品店」と改名[3]。
- 1996年7月、陶華碧は南明区雲関村委員会の二つの家を借りて、40人の労働者を雇用して、「老干媽麻辣醤」工場を開設した[4][5]。
- 1997年8月、貴陽南明老干媽風味食品有限責任公司が設立された。